# Courrensan
Courrensan (gaskognisch: Corrensan) ist eine französische Gemeinde mit 394 Einwohnern (Stand 1. Januar 2022) im Département Gers in der Region Okzitanien; sie gehört zum Arrondissement Condom und zum Gemeindeverband Grand-Armagnac.

## Geografie
Courrensan liegt an der Auzoue, rund 36 Kilometer nordwestlich der Kleinstadt Auch im Nordwesten des Départements Gers. Sie gehört zum Weinbrandgebiet Armagnac.
Zur Gemeinde gehören die Siedlungen Cadignan, Courrensan, Jouanhaut, Pouchon, Roussa und zahlreiche Einzelgehöfte.

## Geschichte
Der Name der Gemeinde (Villa des Corenthus) deutet auf eine Besiedlung bereits in gallo-römischer Zeit hin. Im Jahr 1062 wurde sie in einer Kirchenurkunde erstmals direkt erwähnt. Spätestens seit dem 13. Jahrhundert bestehen sowohl der Ort als auch das Schloss. In den Jahren zwischen 1436 und 1440 und während der Hugenottenkriege wurde Courrensan geplündert und zerstört und danach wieder aufgebaut. Diese kriegerischen Ereignisse führten zu einem allmählichen Niedergang der Gemeinde. Courrensan gehörte zur Region Comté de (Vic-)Fezensac innerhalb der Gascogne. Der Ort gehörte von 1793 bis 1801 zum District Condom, zudem von 1793 bis 1801 zum Kanton Gondrin und von 1801 bis 2015 zum Wahlkreis (Kanton) Eauze.

## Bevölkerungsentwicklung
| Jahr                       | 1962 | 1968 | 1975 | 1982 | 1990 | 1999 | 2006 | 2020 |
| Einwohner                  | 533  | 461  | 457  | 383  | 369  | 375  | 371  | 397  |
| Quellen: Cassini und INSEE |      |      |      |      |      |      |      |      |

## Sehenswürdigkeiten
- Kirche Sainte-Madeleine aus dem 15. Jahrhundert
- Château de Courrensan, Schloss aus dem 13. Jahrhundert (Umbauten und Erweiterungen aus dem 15. bis 18. Jahrhundert)
- Kapelle Saint-Jean in Cadignan
- mehrere Wegkreuze
- Wasserturm

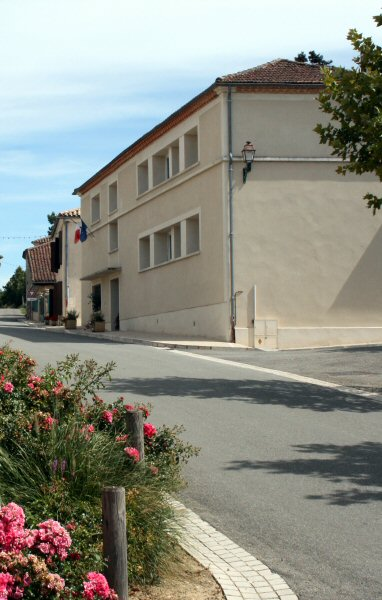
Rathaus (Mairie) von Courrensan
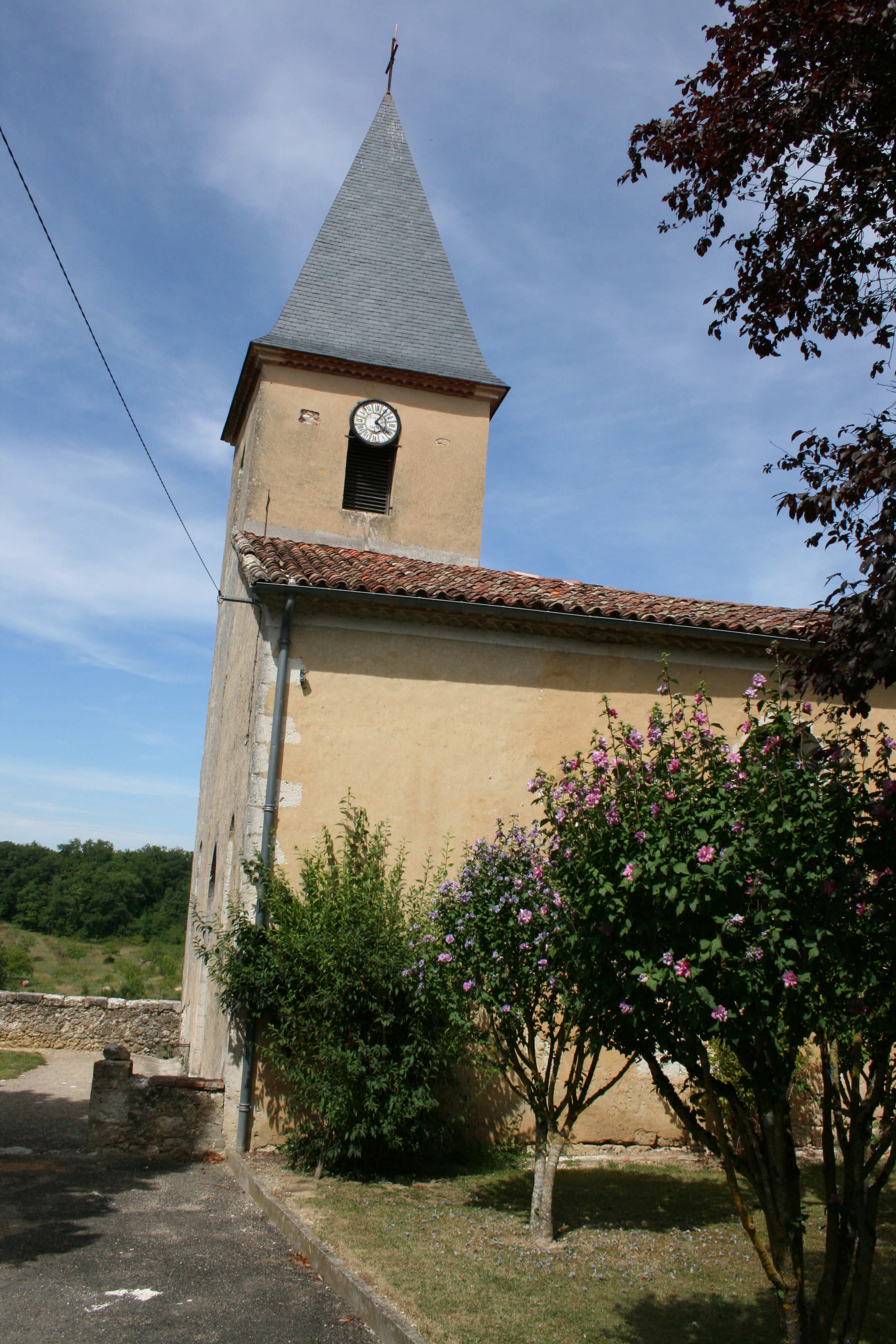
Kirche Sainte-Madeleine
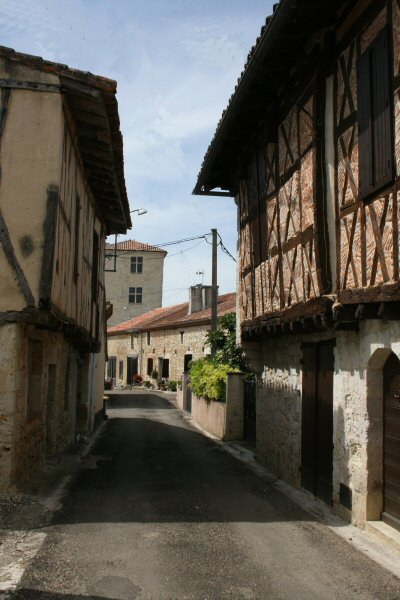
Alte Häuser in Courrensan
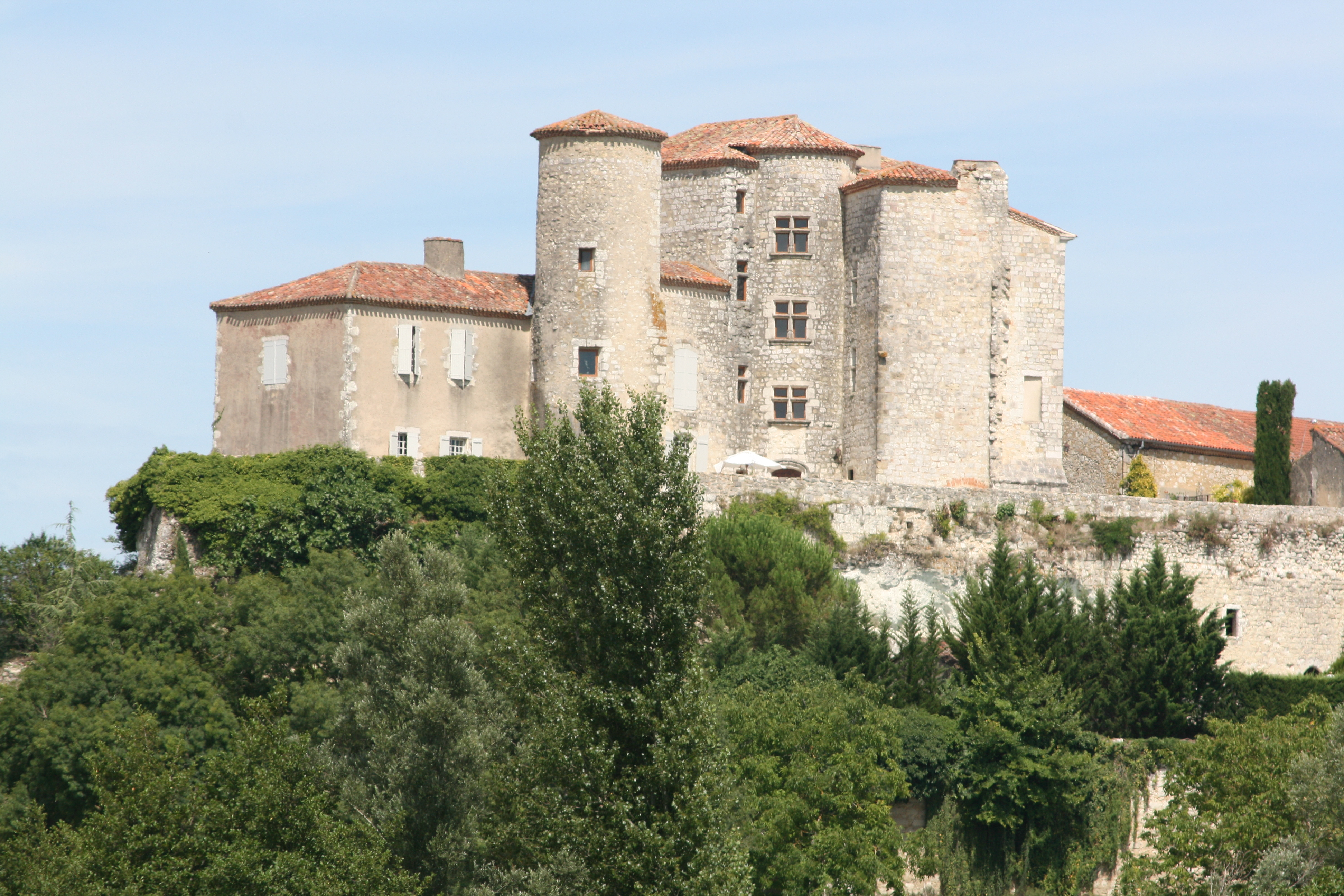
Schloss von Courrensan